# Yerai Cortés
Yerái Cortés Merino (Alicante, España, 24 de mayo de 1995) es un guitarrista flamenco, una de las figuras del flamenco contemporáneo.

## Carrera profesional
Comenzó su trayectoria en Madrid, actuando en algunos de los tablaos flamencos más prestigiosos de la ciudad, como Las Carboneras, Villa Rosa, Casa Patas y Corral de la Morería. También ha actuado en importantes teatros de España, incluyendo el Teatro de Bellas Artes en Madrid, el Teatro Coliseum en Barcelona y el Teatro Lope de Vega en Sevilla.
A lo largo de su carrera, ha acompañado a destacados artistas como La Negra, La Tana, Richard Bona, Marcos Flores, Alfonso Losa, Manuel Liñán, Las Hermanas Bautista, Chuchito Valdés, Javier Colina y Farruquito. Estas colaboraciones le han permitido explorar diferentes facetas del flamenco y fusionarlo con otros géneros musicales.
En años recientes, ha trabajado con músicos de diversos estilos y ha participado en proyectos innovadores. Destaca su colaboración con C. Tangana, a quien acompañó en su gira Sin cantar ni afinar  y con quien ha explorado nuevas fronteras en la música flamenca.

### Composiciones y proyectos
Además de intérprete, Yerai es compositor y productor. Ha creado e interpretado piezas como La Zapatera, junto a Juan Debel, y ha colaborado en el espectáculo FlamenKlorica de Vanesa Coloma. Su trabajo se caracteriza por la fusión de estilos tradicionales con elementos modernos.
En 2021, recibió el premio Guitarra con Alma en el Festival de Jerez por su participación en Al fondo riela de Rocío Molina, reconocimiento que destaca su talento y aportación al flamenco actual.

## Cine
En 2024, protagonizó la película documental La guitarra flamenca de Yerai Cortés, dirigida por Antón Álvarez (C. Tangana). El film explora un secreto familiar y combina una experiencia musical única con una narrativa sobre pasión, amor y perdón. La película fue presentada en el Festival Internacional de Cine de San Sebastián.
´

## Premios y nominaciones
Premios Goya
| Año  | Categoría              | Producción                                               | Resultado |
| ---- | ---------------------- | -------------------------------------------------------- | --------- |
| 2024 | Mejor canción original | «Los almendros», de La guitarra flamenca de Yerai Cortés | Ganador   |

Medallas del Círculo de Escritores Cinematográficos
| Año  | Categoría    | Producción                           | Resultado |
| ---- | ------------ | ------------------------------------ | --------- |
| 2024 | Mejor música | La guitarra flamenca de Yerai Cortés | Ganador   |